# Polygonum douglasii
Polygonum douglasii là một loài thực vật có hoa trong họ Rau răm. Loài này được Greene miêu tả khoa học đầu tiên năm 1885.